# Suore antoniane di Maria
Le suore antoniane di Maria (in francese sœurs antoniennes de Marie) sono un istituto religioso femminile di diritto pontificio: le suore di questa congregazione pospongono al loro nome la sigla A.M.

## Storia
La congregazione fu fondata da Elzéar Delamarre: quando le suore di Nostra Signora del Buon Consiglio si ritirarono dal servizio nel seminario diocesano di Chicoutimi, di cui egli rettore, Delamarre decise di dare inizio a un nuovo istituto, interamente consacrato al servizio domestico in seminari e collegi ecclesiastici.
Le prime religiose, dette suore di Sant'Antonio di Padova, vestirono l'abito a Chicoutimi il 15 agosto 1904; in seguito le suore estesero il loro apostolato al servizio negli orfanotrofi e nelle parrocchie.
L'istituto ricevette il pontificio decreto di lode il 19 ottobre 1963.

## Attività e diffusione
Le suore si dedicano al servizio domestico in seminari e collegi ecclesiastici e all'apostolato pastorale.
Sono presenti in Canada e in Perù; la sede generalizia è a Chicoutimi.
Alla fine del 2008 la congregazione contava 103 religiose in 11 case.